# Ficus erecta
Ficus erecta là một loài thực vật có hoa trong họ Moraceae. Loài này được Thunb. mô tả khoa học đầu tiên năm 1786.

## Hình ảnh

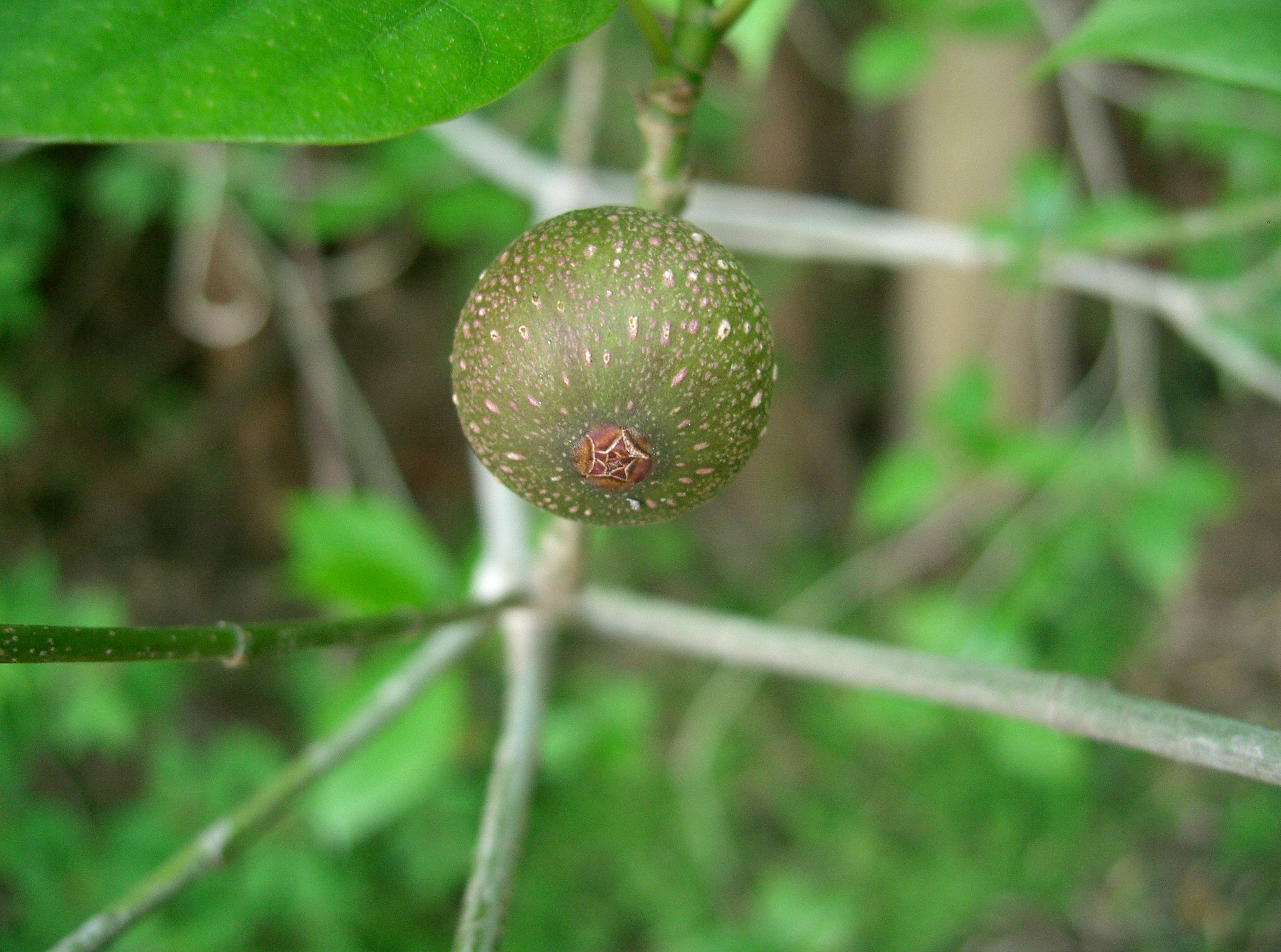
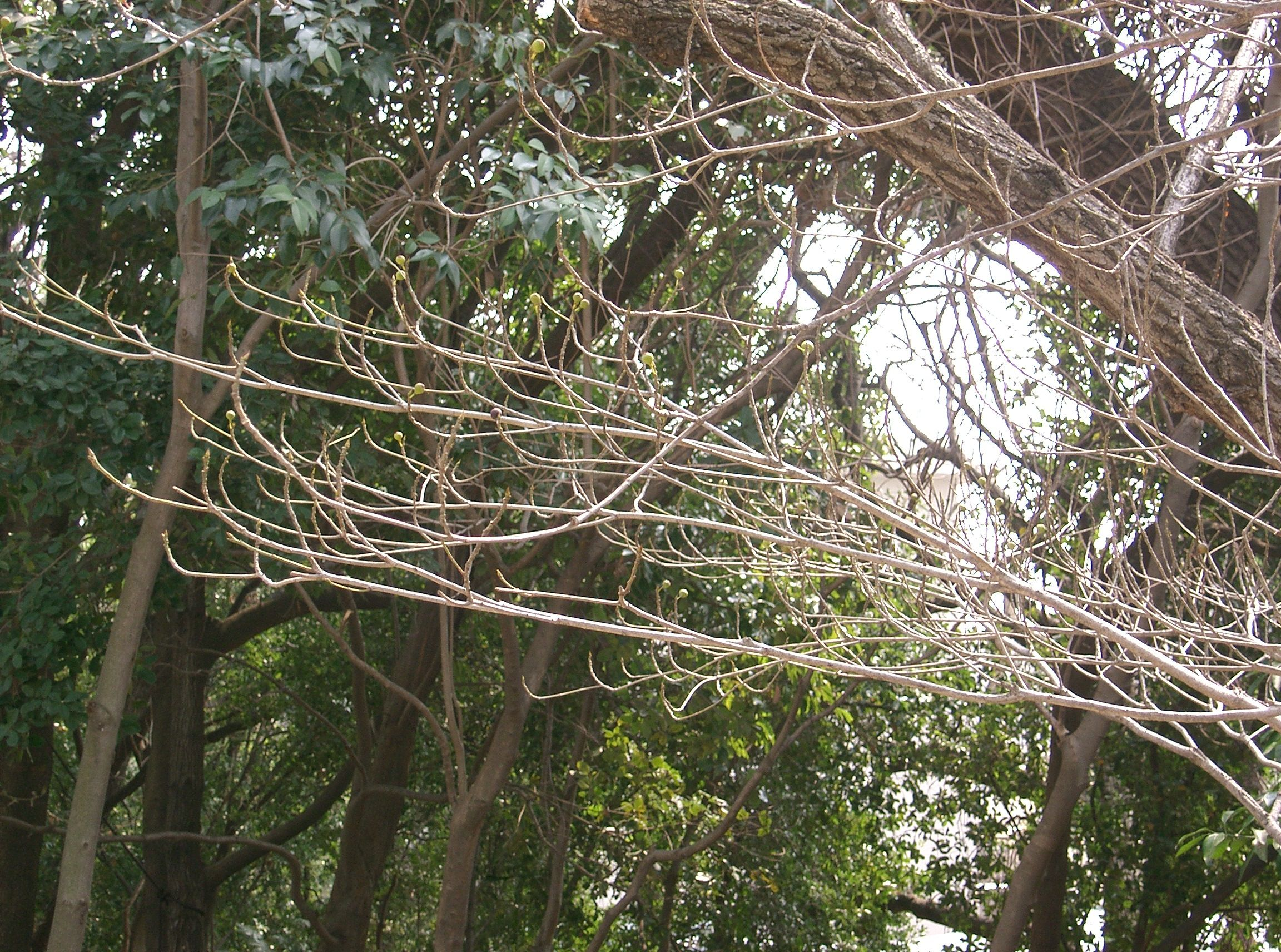
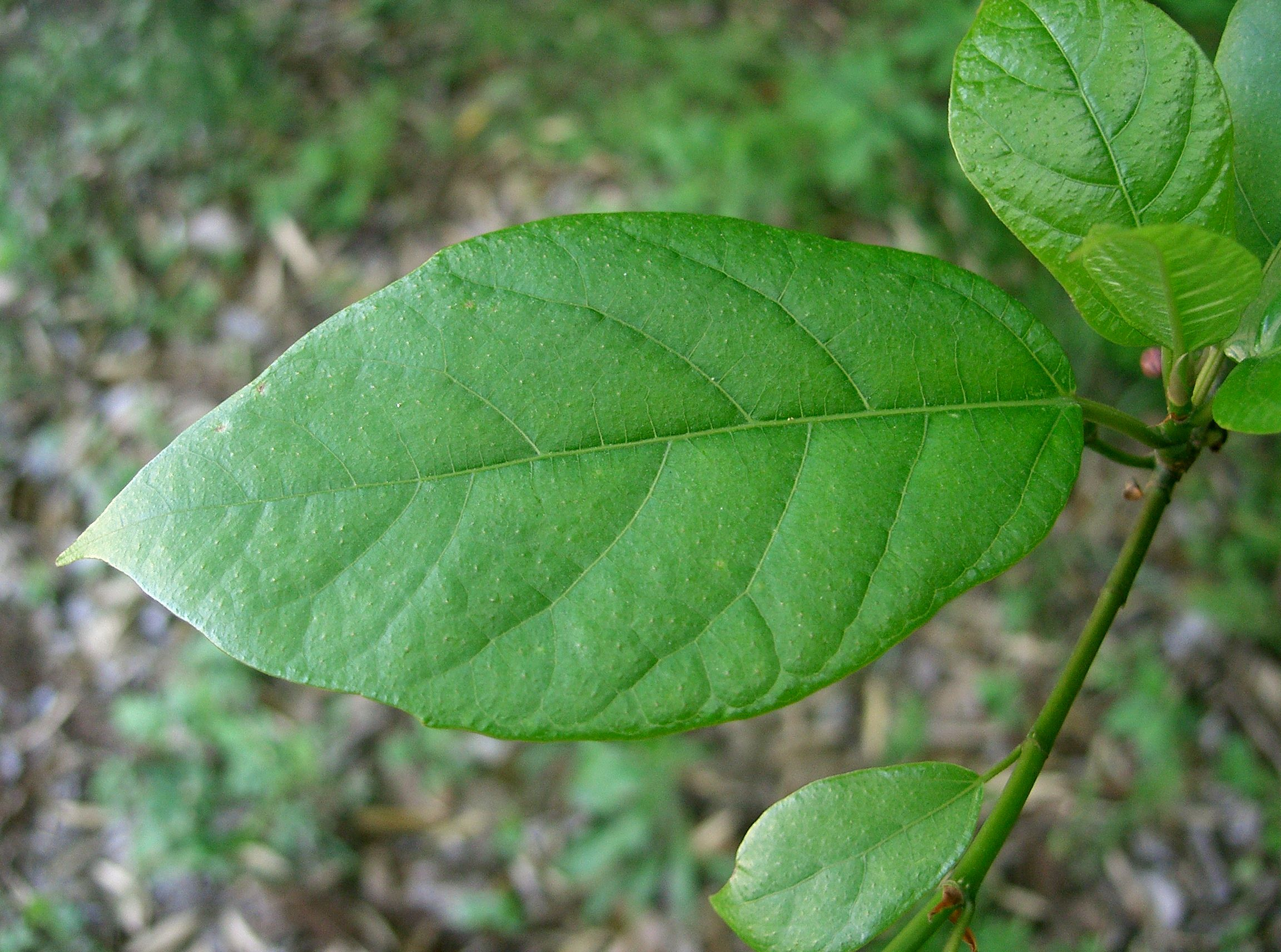
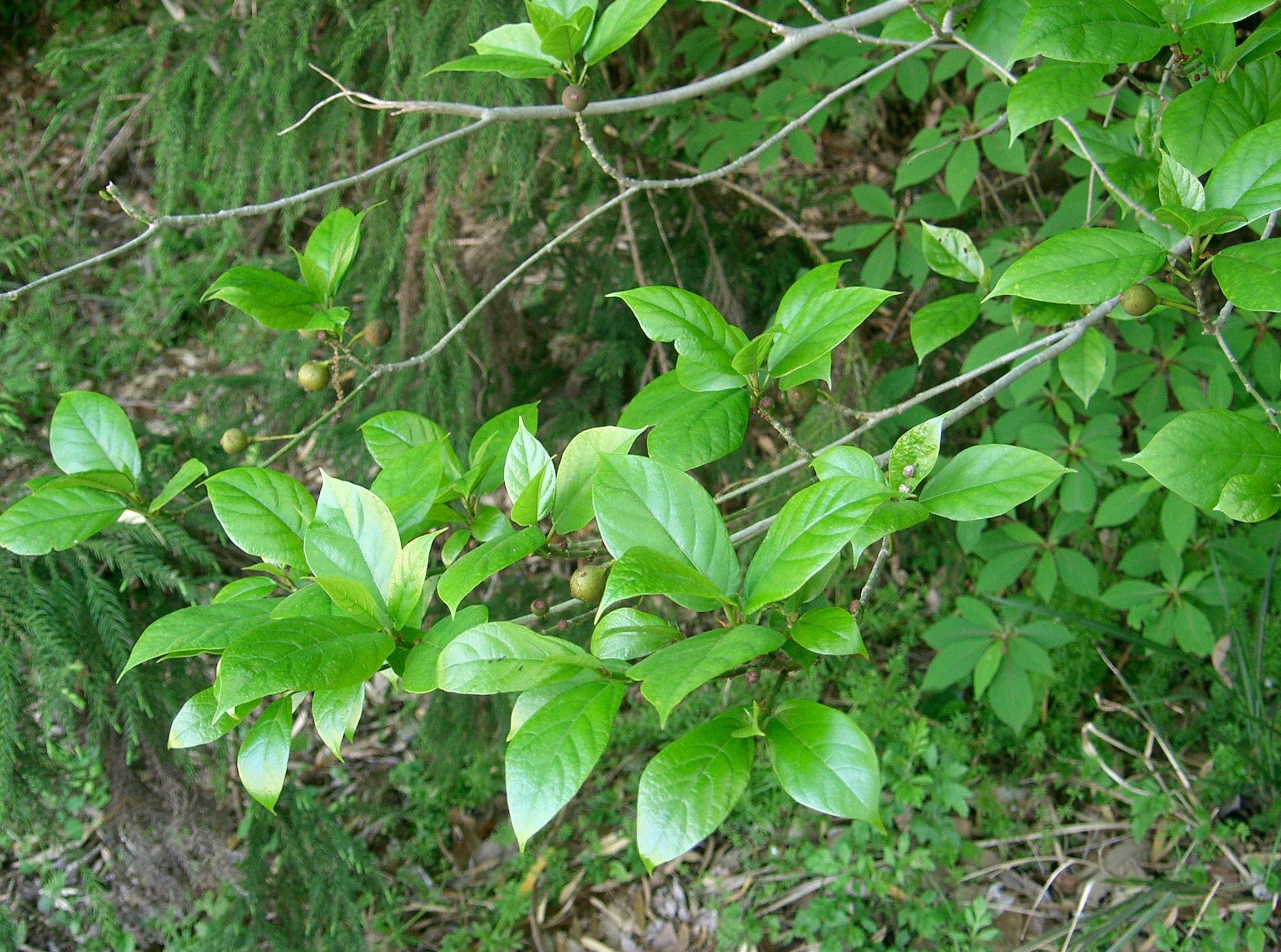